# Vladimir Miholjević
Vladimir Miholjević est un coureur cycliste croate né le 18 janvier 1974 à Zagreb. Il passe professionnel en 1997 au sein de l'équipe KRKA-Telekom Slovenije. En 2005, il termine 10e du Championnat de Zurich. Il prend sa retraite à l'issue de la saison 2012. Depuis 2015, il organise le Tour de Croatie. Son frère cadet Hrvoje et son fils Fran sont également coureurs cyclistes. 
Il est actuellement directeur sportif de l'équipe Bahrain-Merida.

## Palmarès
- 1998
  -  Champion de Croatie sur route
  - Tour de Croatie :
    - Classement général
    - 3e et 5e étapes

  - Steiermark Rundfahrt
- 2000
  -  Champion de Croatie sur route
  - Tour du Doubs
  - Jadranska Magistrala :
    - Classement général
    - 2e étape

  - 2e du Tour de Slovénie
  - 3e du Tour de Croatie
- 2001
  - Poreč Trophy 1
  - 2e du championnat de Croatie du contre-la-montre
  - 3e de la Sea Otter Classic
  - 3e du Tour de Slovénie
  - 3e du championnat de Croatie sur route
- 2004
  - 3e du Grand Prix de Lugano
- 2005
  - 10e du Championnat de Zurich
- 2007
  - 1re étape du Tour d'Italie (contre-la-montre par équipes)
- 2008
  - 2e du championnat de Croatie sur route
- 2012
  -  Champion de Croatie du contre-la-montre
  -  Champion de Croatie sur route

## Résultats sur les grands tours

### Tour de France
1 participation
- 2003 : 50e

### Tour d'Italie
10 participations
- 2002 : 35e
- 2003 : 40e
- 2004 : 24e
- 2005 : 31e
- 2006 : abandon (14e étape)
- 2007 : 65e, vainqueur de la 1re étape (contre-la-montre par équipes)
- 2008 : 21e
- 2009 : 53e
- 2010 : 25e
- 2011 : 31e

### Tour d'Espagne
2 participations
- 2002 : 24e
- 2004 : 78e

## Classements mondiaux
| Année              | 2005 | 2006 | 2007 | 2008 | 2009 | 2010 | 2011 | 2012 |
| ------------------ | ---- | ---- | ---- | ---- | ---- | ---- | ---- | ---- |
| Classement ProTour | 167e |      |      |      |      |      |      |      |
| UCI Europe Tour    |      |      |      |      |      | 912e | 664e | 306e |